# Juan Miguel de San Vicente
Juan Miguel de San Vicente (Pradoluengo, 1797-Valencia, 1875) fue un político, militar y empresario textil español, diputado a Cortes durante el reinado de Isabel II, además de alcalde de Valencia.

## Biografía
Nació el 2 de julio de 1797 en la localidad burgalesa de Pradoluengo, hijo de Ángel, un fabricante de paños, y María Blas. Trasladado en 1808 a Madrid, participó en los años sucesivos en la guerra de la Independencia: tomó parte en la batalla de Vitoria el 21 de junio de 1813, en la acción de Tolosa de Guipúzcoa, en la batalla de San Marcial del 31 de agosto, donde habría recibido una herida de bala en la cabeza, y en la batalla de Toulouse el 10 de abril de 1814. Instaurada la Constitución en 1820, fue nombrado capitán ayudante de la Milicia Nacional de Zaragoza. En 1823 siguió al ejército del general Ballesteros hasta la capitulación en Cazorla. Después de pasar un año en prisión, se trasladó a Valencia, donde se dedicó al comercio y fabricación de tejidos de seda. Fue presidente por delegación del jefe político de la Junta Provincial de Sanidad, de la de Vigilancia de Caminos Vecinales, de la Municipal de Beneficencia y de la de Agricultura. Fue nombrado miembro honorario de la Academia de Bellas Artes de San Carlos. Durante dos años, de 1836 a 1838 ejerció como regidor del Ayuntamiento de Valencia, y en 1845 fue elegido nuevamente concejal. Después de desempeñarse como teniente de alcalde, fue nombrado alcalde en octubre de 1847. Falleció en 1875 en Valencia.